# مارک فورسید
مارک فورسید (متولد ۱۳ فروردین۱۳۵۶) نویسنده ایی است که بر روی ریشه یابی کلمات انگلیسی تمرکز دارد.
او نویسندهٔ کتاب‌های پرفروشی با نام The Etymologicon, The Horologicon و The Elements of Eloquence است.
در سال ۱۳۹۱، فورسید در کنفرانستدX مقاله ایی با عنوان "What’s a snollygoster? A short lesson in political speak" را ارائه کرد.

## تحصیلات
مارک فورسید بین سال‌های ۱۳۶۹ تا ۱۳۷۴ در Winchester College در وینچستر، همسفایر انگلیس حضور داشته‌است. او همچنین ادبیات و زبان انگلیسی را در Lincoln College، دانشگاه آکسفورد از سال۱۳۷۵ تا سال۱۳۷۸ تحصیل کرده‌است.